# Jesús Miguel Rollán
Jesús Miguel Rollán Prada (La Garriga, 1968. április 4. – Barcelona, 2006. március 11.) olimpiai bajnok, kétszeres világbajnok spanyol vízilabdázó.

## Pályafutása
Jesús Miguel Rollánt sokan sportágának valaha volt egyik legjobb kapusának tartják, pályafutása során egymást követő négy világbajnokságon jutott a döntőbe, ezek közül kettőt megnyert, 1998-ban Perth-ben épp a magyar válogatott ellen nyújtott nagyszerű teljesítményt a döntőben. 1988-tól sorozatban öt olimpián vett részt, 1992-ben Barcelonában ezüst-, négy év múlva Atlantában aranyérmet szerzett. 2003-ban a Pro Recco csapatával bajnokok ligáját nyert.

## Halála
2004-es visszavonulását követően többször súlyos depresszióval kezelték, majd kábítószerfüggővé vált. Magánélete összeomlott, ezért 2006-ban, mindössze 37 évesen öngyilkos lett, miután kiugrott a gyógyszálló emeleti ablakán, ahol kezelték.

## Klubjai
- Club Natación San Blas ( ESP)
- Club Natación Vallehermoso ( ESP)
- Club Natació Catalunya ( ESP)
- Pro Recco ( ITA)
- CN Sabadell ( ESP)